# Ashburn (Georgia)
Ashburn város az USA Georgia államában. Lakosainak száma 4291 fő (2020. április 1.).

## Népesség
A település népességének változása:

| 2010 | 4 152 |
| 2020 | 4 291 |